# Limnoria multipunctata
Limnoria multipunctata är en kräftdjursart som beskrevs av Menzies 1957. Limnoria multipunctata ingår i släktet Limnoria och familjen borrgråsuggor. Inga underarter finns listade i Catalogue of Life.